# Altimarinota
Phylum
Les "Candidatus Altimarinota" sont un phylum candidatus  du règne des Bacteria.

## Historique
Ce phylum est proposé en 2013 par Christian Rinke sous le nom de Gracilibacteria pour contenir la classe de bactéries non cultivable "Candidatus Gracilibacteria".

## Taxonomie
Proposé en 2013 sous le nom de "Candidatus Gracilibacteria", le nom de ce phylum est considéré comme n'ayant pas de statut nomenclatural d'où les guillemets autour de son nom et l'ajout du terme Candidatus. Son nom est considéré comme autre appellation (nom déjà donné à une autre bactérie) et comportant un faute. Une proposition de modification de son nom en "Candidatus Altimarinota" est alors effectuée et devient le nom préféré et non pas le nom correct ni publié de manière valide.

### Étymologie
L'étymologie du nom actuel de ce phylum est la suivante : selon la LPSN Al.ti.ma.ri.no’ta. N.L. masc. n. Altimarinus, un nom de genre candidat; L. neut. pl. n. suff. -ota, suffixe définissant un phylum; N.L. neut. pl. n. Altimarinota, le phylum de Candidatus Altimarinus.

### Liste des classes
Selon la base de nomenclature LPSN (02/08/2023), ce phylum ne contient qu'une classe publiée de manière non valide, la classe "Candidatus Gracilibacteria".